# امیلی کریگ
امیلی کریگ (انگلیسی: Emily Craig؛ زادهٔ ۳۰ نوامبر ۱۹۹۲) قایقران روئینگ زن اهل بریتانیا است.
وی در مسابقات کشوری و بین‌المللی در مجموع برندهٔ ۵ مدال طلا، ۲ مدال نقره، ۲ مدال برنز شده است.